# Teatro Shakespeare (Danzica)
Il teatro Shakespeare (in polacco Gdański Teatr Szekspirowski) è un teatro intitolato a William Shakespeare situato a Danzica in Polonia.
Lo stile architettonico dell'edificio è liberamente ispirato al teatro Fortune Playhouse di Londra del XVII secolo, dove si tenevano rappresentazioni teatrali del periodo elisabettiano.
Ha una capienza di 580 posti, dei quali 300 sono all'interno di loggioni in legno. Il tetto è apribile, cosa che è avvenuta la prima volta il 23 aprile 2014, giorno del 450º compleanno di William Shakespeare. L'edificio ha una volumetria di 53.000 mc, con superficie utile di oltre 12.000 mq. La costruzione flessibile del palcoscenico consente di ridisegnare la sala secondo le idee del regista.

## Storia
Nel 1991 venne istituita la Theatrum Gedanense Foundation, con primo sponsor il principe Carlo d'Inghilterra. Nel 1993 ebbe inizio la Shakespeare Week, che nel 1997 diventò il Gdańsk Shakespeare Festival, svolto ogni anno in concomitanza con la tradizionale Fiera di San Domenico. Nel 2004 la fondazione bandì un concorso per la costruzione di un nuovo teatro, che fu vinto in gennaio 2005 dall'architetto Renato Rizzi.
La cerimonia di posa della prima pietra si svolse in settembre 2009 alla presenza del primo ministro della Polonia Donald Tusk. La costruzione dell'edificio iniziò in marzo 2011, con la direzione lavori dello stesso Renato Rizzi. Venne inaugurato il 19 settembre 2014. Il costo dell'opera è stato di 95 milioni di zloty (circa 18 milioni di euro), dei quali il 75% finanziato dall'Unione Europea e il resto dalla municipalità di Danzica.
Il 18 luglio 2017 il teatro fu visitato dal principe William, duca di Cambridge e da sua moglie Catherine Middleton come parte di un viaggio in Germania e Polonia. Incontrarono il direttore del teatro Jerzy Limon ed assistettero ad una breve rappresentazione teatrale.